# Tadarida
Tadarida és un gènere de ratpenats que comprèn vuit espècies agrupades en dos subgèneres.

## Taxonomia
- Ratpenat cuallarg egipci (Tadarida aegyptiaca)
- Ratpenat cuallarg brasiler (Tadarida brasiliensis)
- Ratpenat cuallarg de Madagascar (Tadarida fulminans)
- Tadarida insignis
- Tadarida latouchei
- Ratpenat cuallarg de Kenya (Tadarida lobata)
- Ratpenat cuallarg europeu (Tadarida teniotis)
- Ratpenat cuallarg gegant africà (Tadarida ventralis)